# 1936년 하계 올림픽
1936년 하계 올림픽(영어: 1936 Summer Olympics, Games of the XI Olympiad, 독일어: Olympische Sommerspiele 1936)은 1936년 8월 1일부터 8월 16일까지 독일의 수도 베를린에서 개최된 제11회 하계 올림픽이다.

## 투표 결과
개최지 투표는 1931년, 스페인 바르셀로나에서 개최된 IOC 총회에서 결정하였다.